# Nguyễn Anh Đức
Nguyễn Anh Đức (ur. 25 stycznia 1985) – wietnamski piłkarz występujący na pozycji napastnika w klubie Bình Dương FC.

## Kariera piłkarska
Nguyễn Anh Đức Bình jest wychowankiem klubu Bình Dương FC. Przed sezonem 2004 trafił do drużyny Bưu Điện. Po roku przeniósł się do ekipy Ngân hàng Đông Á. Od 2006 roku ponownie występuje w barwach Ngân hàng Đông Á. Obecnie jego zespół gra w pierwszej lidze wietnamskiej.
Zawodnik ten jest także reprezentantem Wietnamu. W drużynie narodowej zadebiutował w 2006 roku. Został również powołany na Puchar Azji 2007, gdzie jego drużyna odpadła w ćwierćfinale. On zaś rozegrał 3 mecze: w grupie ze Zjednoczonymi Emiratami Arabskimi (2:0) i Katarem (1:1) oraz w ćwierćfinale z Irakiem (0:2).